# Montagu (Familienname)
Montagu ist ein englischer Familienname.

## Namensträger
- Alexander Montagu, 10. Earl of Sandwich (1906–1995), britischer konservativer Politiker
- Angus Montagu, 12. Duke of Manchester (1938–2002), britischer Herzog
- Ashley Montagu (1905–1999), britisch-US-amerikanischer Anthropologe
- Charlotte Montagu-Douglas-Scott (1811–1895), schottische Adlige und Hofdame
- Charles Montagu, 1. Earl of Halifax (1661–1715), englischer Politiker und Dichter
- Charles Montagu (Gouverneur) (1741–1784), britischer Politiker, Gouverneur der Province of South Carolina
- Edward Montagu, 1. Earl of Sandwich (1625–1672), britischer Admiral und Politiker
- Edward Montagu-Granville-Stuart-Wortley, 1. Earl of Wharncliffe (1827–1899), britischer Adliger und Politiker
- Edward Montagu-Stuart-Wortley (1857–1934), britischer General
- Edward Douglas-Scott-Montagu, 3. Baron Montagu of Beaulieu (1926–2015), britischer Politiker und Gründer des National Motor Museum
- Edwin Samuel Montagu (1879–1924), britischer Politiker
- Elizabeth Montagu (1718–1800), englische Schriftstellerin und Salondame
- Ewen Montagu (1901–1985), britischer Richter und Geheimdienstmitarbeiter
- Felicity Montagu (* 1960), britische Schauspielerin
- George Montagu, 1. Duke of Montagu (1712–1790), britischer Peer und Politiker
- George Montagu (Zoologe) (1751/1753–1815), britischer Zoologe
- George Montagu (Admiral) (1750–1829), britischer Admiral
- George Montagu, 8. Duke of Manchester (1853–1892), britischer Aristokrat und Politiker
- Ivor Montagu (1904–1984), britischer Filmemacher, Präsident des Tischtennisweltverbandes
- Jennifer Montagu (* 1931), britische Kunsthistorikerin

- John Montagu, 1. Baron Montagu, englischer Adeliger
- John Montagu, 3. Earl of Salisbury (um 1350–1400), englischer Adliger
- John Montagu, 2. Duke of Montagu (1690–1749), britischer Adliger
- John Montagu, 4. Earl of Sandwich (1718–1792), britischer Diplomat und Staatsmann
- John Montagu (Gouverneur) (1719–1795), englischer Marineoffizier und Kolonialgouverneur
- John Montagu, 5. Earl of Sandwich (1744–1814), britischer Adliger und Politiker
- John Montagu (Kolonialsekretär) (1797–1853), britischer Kolonialsekretär der Kapkolonie
- John Montagu, 11. Earl of Sandwich (1943–2025), britischer Unternehmer und Politiker
- John Douglas-Scott-Montagu, 2. Baron Montagu of Beaulieu (1866–1929), britischer Offizier, Politiker und Motorsportfunktionär
- John George Montagu (1767–1790), britischer Politiker
- Lily Montagu (1873–1963), Britin, erste Frau mit Leitungsfunktionen im Reformjudentum
- Marc Van Montagu (* 1933), belgischer Molekularbiologe
- Mary Wortley Montagu (1689–1762), britische Schriftstellerin
- Mary Wortley-Montagu, 1. Baroness Mount Stuart (1718–1794), britische Adlige
- Ralph Montagu, 1. Duke of Montagu (1638–1709), englischer Höfling und Diplomat
- Samuel Montagu, 1. Baron Swaythling (1832–1911); Begründer der Londoner Bankfirma Samuel Montague & Co., britischer Parlamentsabgeordneter der Liberalen, orthodox lebender Jude
- Simon de Montagu, 1. Baron Montagu († 1316), englischer Adliger
- Simon Montagu († 1345), englischer Geistlicher, Bischof von Worcester und Ely
- Thomas Montagu, 4. Earl of Salisbury  (1388–1428), englischer Feldherr
- Walter Montagu-Douglas-Scott, 8. Duke of Buccleuch (1894–1973), britischer Politiker
- William Montagu, 2. Baron Montagu (um 1285–1319), englischer Adliger, Militär, Beamter und Höfling
- William Montagu, 1. Earl of Salisbury (1301–1344), englischer Adliger
- William Montagu, 2. Earl of Salisbury (1329–1397), englischer Adliger und Kommandeur